# Doskonałe Zjednoczenie na Wschodzie Włocławka pracujące

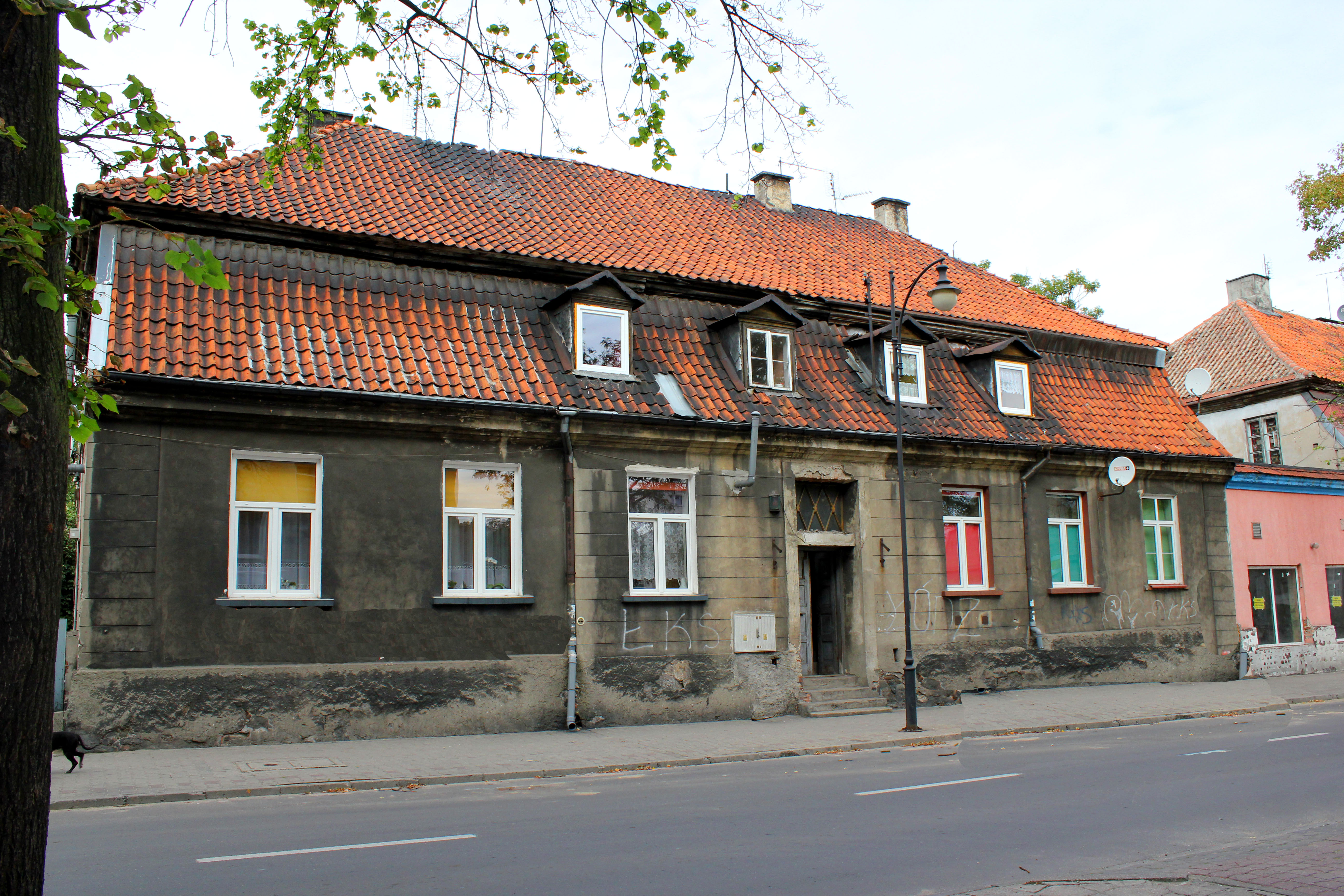
Dom przy ul. Królewieckiej 14 we Włocławku, w której mieściła się loża masońska

Doskonałe Zjednoczenie na Wschodzie Włocławka pracujące – loża wolnomularska założona we Włocławku w okresie Księstwa Warszawskiego, rozwiązana w 1822 roku.

## Historia
Loża jest wzmiankowana już w spisie masońskim W Obrazie Wielkiego Wschodu Narodowego z 1811 roku. Spis ten wymienia Eliasza Aloya, dawnego sekretarza poselstwa polskiego w Berlinie jako brata deputowanego i pełnomocnika loży Doskonałe Zjednoczenie na Wschodzie Włocławka pracujące. Wówczas loża była najniższej serii zwanej symboliczną. Przez dziesięć lat loża działała w nieznanym miejscu we Włocławku. Spis z 1820 roku wymienia, że Eliasz Aloy jest już członkiem najwyższej kapituły, zaś reprezentantem loży we Włocławku jest Marcin Grabowski.
Akta notarialne Włocławka wymieniają jako członków tutejszej loży: Wincentego Rzeszotarskiego z Włocławka (Komisarz Obwodu Kujawskiego), Wincentego Zagajewskiego z Borucina (radca województwa mazowieckiego), Jana Neygarta (burmistrza Włocławka) i Ludwika Skomerskiego (kamlarz miasta Włocławka).
18 listopada 1821 roku loża wykupiła kamienicę zbudowaną ok. 1800 roku, o numerze hipotecznym 184 przy ul. Królewieckiej 14, na swoją siedzibę. Jej poprzednim właścicielem był Karol Fryderyk Dobrytz. Umowa została zawarta między skarbnikiem loży Ludwikiem Skomerskim a pełnomocnikiem Karola Dobrytza, Karolem Engelmanem. Koszt zakupu wyniósł 15 600 złotych, z czego w 1821 roku zapłacono już 6 000 zł, a pozostałą sumę miano wpłacić w dwóch ratach do końca roku.
Na mocy umowy z 14 lipca 1820 roku dom został oddany na użytek loży. 9 listopada 1821 roku przedstawiciele loży: Wincenty Rzeszotarski, Józef Zagajewski i burmistrz miasta Jan Neygart ponownie odsprzedali ją Ludwikowi Skomerskiego za równowartość sumy, z którą ten miał nabyć dom. Skomerski zapłacił wówczas 13 700 zł, zaś pozostałą sumę miał dostarczyć do 24 czerwca 1823 roku w dwóch ratach. 12 maja 1822 roku przedstawiciele loży: Sokołowski, Lemański, Dąbski, Laskowski i Jarnowski umorzyli zaległą sumę do 1105 złotych.
Loża pozostawała w swej siedzibie do października 1822 roku, kiedy to ukaz cara Aleksandra I zlikwidował wszystkie loże wolnomularskie w Królestwie Polskim.
Ponieważ loża została formalnie rozwiązana, jej fundusze zostały przejęte na poczet skarbu Królestwa Polskiego. Ponieważ delegaci loży umorzyli dług, który Skomerski miał spłacić państwu, prokurator generalny zaskarżył lożę do Trybunału Cywilnego I Instancji w Warszawie. Rozprawa odbyła się dopiero 8 czerwca 1837 i rozkazała spadkobiercom Skomerskiego spłacenie całości zaległej raty za zakup kamienicy, tj. 1900 zł.

## Spuścizna
Pozostałością po istnieniu dawnej loży we Włocławku są dwa wąskie, ukośne otwory po bokach schodów prowadzących do kamienicy przy ul. Królewieckiej 14, skierowanych z piwnicy na ulicę. Przypuszczalnie służyły one do obserwacji osób, które mogły zakłócić posiedzenie loży.
Zachowały się także odznaki loży Doskonałe Zjednoczenie we Wschodzie Włocławka pracujące. Jedna z nich znajduje się w Muzeum Narodowym w Krakowie. Inna znajduje się w zbiorach Galerii Zapiecek prowadzonej przez historyka miasta Włocławka Andrzeja Winiarskiego.
Istnienie loży wolnomularskiej przyczyniło się do powstania legendy miejskiej, według której z domu miał wychodzić rogaty diabeł ubrany w cylinder i czarny frak, spod którego wystawał mu ogon. Inna wersja legendy mówi o karecie znikającej przed wejściem do kamienicy.